# ساوث غلينغاري (أونتاريو)
ساوث غلينغاري، أونتاريو (بالإنجليزية: South Glengarry)‏ هي مدينة كندية تقع في مقاطعة أونتاريو. تبلغ مساحة هذه المدينة 604.9141 (كم²)، ويبلغ عدد سكانها 12880 نسمة حسب إحصاء سنة 2006 م، بينما كان يسكنها 12700 نسمة في سنة 2001 م. تحتل هذه المدينة المرتبة رقم 285 بين مدن كندا حسب عدد السكان والمرتبة رقم 110 في المقاطعة. نما عدد السكان في هذه المدينة بنسبة (1.4) بين العامين المذكورين.

## أعلام
- رودريك كاميرون
- صموئيل ويليام جاكوبس
- أرشيبالد جون ماكدونالد
- دونالد ألكسندر ماكدونالد
- كليفورد كلارك
- ويليام ميجر
- رايموند روك
- جيمس كرايغ
- دونكان الكسندر روس
- غرانت كامبل

## وصلات خارجية
- الأطلس الحكومي لكندا
- إحصاءات كندا مع ساعة تعداد السكان